# 吕勇哉
吕勇哉（1937年—），男，浙江桐乡人，中国自动控制学家，浙江大学教授，曾任中国自动化学会副理事长，国际自动控制联合会主席。